# Kontrola (językoznawstwo)
Kontrola – konstrukcja, w której (domyślny) podmiot danej predykacji jest określony przez pewne wyrażenie w kontekście. Stereotypowe przypadki kontroli obejmują czasowniki. Czasownik nadrzędny kontroluje argumenty czasownika podrzędnego w bezokoliczniku.
Na przykład w zdaniu:
(1) Marysia postanowiła kupić nowy zegarek.
mamy do czynienia z dwoma czasownikami: postanowić i  kupić, ale tylko z jednym (Marysia) powierzchniowym podmiotem.
Biorąc pod uwagę fakt, że każdy argument czasownika powinien być wypełniony, postuluje się istnienie pewnego rodzaju „podmiotu domyślnego” bezokoliczników. Jest to element o charakterze bliskim zaimkowi – podobnie jak zaimki charakteryzuje się on koreferencją (odnoszeniem się do tego samego desygnatu, czy mówiąc prościej – do tej samej osoby lub rzeczy, co jakiś rzeczownik). W wypadku zdania (1) wykonawcą obu czynności (postanowić i kupić) jest Marysia.
Omawiany element jest konwencjonalnie oznaczany symbolem PRO. Pełni funkcję „ukrytego” podmiotu czasownika kupić. PRO jest koindeksowane z kontrolerem „Marysia” (podmiot zdania głównego) z indeksem dolnym „i” wskazującym, że oba składniki odnoszą się do tego samego referenta (obiektu pozajęzykowego). Koindeksowanie uświadamia również, że PRO nie może wskazywać innego odniesienia.
(2) [Marysiai postanowiła [PROi kupić nowy zegarek]]
Jedyna poprawna interpretacja semantyczna tego zdania to taka, że osoba kupująca zegarek jest tożsama z osobą podejmującą postanowienie.
W konstrukcji z kontrolą mamy do czynienia z dwoma czasownikami. Jeden – w formie osobowej ma argument rzeczownikowy, zachowujący się jak semantyczny podmiot obu czasowników, oraz uzupełnienie, którym jest zdanie podrzędne.
Czasownik, który występuje w konstrukcji kontrolującej, nazywany jest czasownikiem kontrolującym, natomiast argument rzeczownikowy jest kontrolerem. Czasownikiem kontrolującym jest w podanym przykładzie „postanowiła”, zakłada on dwa argumenty (ktoś + postanowić + coś): jednym z nich jest podmiot oraz kontroler – „Marysia”, a drugim podrzędne bezokolicznikowe zdanie kupić nowy zegarek.
Rozróżniamy kontrolę podmiotową i dopełnieniową.
(3) Janeki obiecał PROi pomóc. – kontrola podmiotowa wymagana przez czasownik pomagać
(4) Basiai próbowała PROi odejść. – kontrola podmiotowa wymagana przez czasownik odejść
(5) Dowódca rozkazał żołnierzomi PROi strzelać. – kontrola dopełnieniowa wymagana przez czasownik rozkazać.
Czasowniki kontrolne determinują, które wyrażenie jest interpretowane jako podmiot czasownika w bezokoliczniku. Zdanie (1) i (2) są przykładami kontroli podmiotowej, ponieważ podmiot czasownika kontrolującego jest również podmiotem domyślnym predykatu zdania podrzędnego. Zdanie (3) jest przykładem kontroli dopełnieniowej, ponieważ dopełnienie czasownika kontrolującego jest podmiotem czasownika zdania podrzędnego (wykonawcami czynności strzelania są żołnierze (dopełnienie dalsze), a nie podmiot – dowódca).
Kontrola arbitralna pojawia się, gdy kontroler jest rozumiany dowolnie, może nim być każda osoba (uogólnienie), np.:
Czytać książki jest przyjemnie